# Miss América Latina
Miss América Latina, actualmente llamado Miss América Latina del Mundo es un concurso de belleza femenino donde participan las candidatas de países latinoamericanos y europeos. El concurso fue fundado por Acirema Alayeto en el año 1981. La empresa a cargo de la producción anual es la Organización Miss América Latina, Inc., que tiene sede en Miami, Estados Unidos. Los únicos países en este certamen en haber ganado 2 veces consecutivas son Estados Unidos (1981-1982) y República Dominicana (1985-1986).

## Ganadoras
| Año     | Nombre                      | País                 |
| ------- | --------------------------- | -------------------- |
| 1981    | Lesley Quintanilla          | Estados Unidos       |
| 1982    | Martha Álvarez              | Estados Unidos       |
| 1983    | María Rosa                  | Puerto Rico          |
| 1984    | Mirla Ochoa                 | Venezuela            |
| 1985    | Victoria Mauríz             | República Dominicana |
| 1986    | Lucía Collado               | República Dominicana |
| 1987-88 | Lorenia Burrel              | México               |
| 1989    | Suzanne Hannaux             | El Salvador          |
| 1990    | Vanessa Holler              | Venezuela            |
| 1991    | María Elena Bellido         | Perú                 |
| 1992    | Ana Sofía Pereira           | Nicaragua            |
| 1993    | María Fernanda Morales      | Guatemala            |
| 1994-95 | Priscila Furlan             | Brasil               |
| 1996-97 | Jeannette Chávez            | Costa Rica           |
| 1998-99 | Aline Resende               | Brasil               |
| 2000    | Dania Prince                | Honduras             |
| 2001    | Grace Martins               | Brasil               |
| 2002    | Claudia Cruz                | República Dominicana |
| 2003    | María Carolina Casado       | Venezuela            |
| 2004    | Gamalis Fermín              | Puerto Rico          |
| 2005    | Mariela Candia              | Paraguay             |
| 2006    | Melissa Quesada             | Estados Unidos       |
| 2007    | Giannina Silva (Destituida) | Uruguay              |
| 2007    | Heidy García (Sucesora)     | Guatemala            |
| 2008    | Daniele Sampaio             | Italia               |
| 2009    | Johanna Solano              | Costa Rica           |
| 2010    | Carolina Lemus              | Colombia             |
| 2011    | Estafani Chalco             | Ecuador              |
| 2012    | Georgina Méndez             | Guatemala            |
| 2013    | Julia Guerra                | Brasil               |
| 2014    | Nicole Pinto (Renunció)     | Panamá               |
| 2014    | Yanire Ortiz (Sucesora)     | España               |
| 2015    | Karla Monje                 | Estados Unidos       |
| 2016    | Laura Spoya                 | Perú                 |
| 2017    | Elicena Andrada             | España               |
| 2018    | Nadine Verhulp              | Países Bajos         |
| 2019-20 | Nancy Gómez                 | Estados Unidos       |
| 2021    | Yosdany Navarro             | Venezuela            |
| 2022    | María Gaspar                | Portugal             |
| 2023    | Ana Paula Caudana           | Argentina            |
| 2024    | Massiel Chupani             | República Dominicana |

### Número de coronas por país
| País                 | Títulos | Años                         |
| -------------------- | ------- | ---------------------------- |
| Estados Unidos       | 5       | 1981, 1982, 2006, 2015, 2019 |
| República Dominicana | 4       | 1985, 1986, 2002, 2024       |
| Venezuela            | 4       | 1984, 1990, 2003, 2021       |
| Brasil               | 4       | 1994, 1998, 2001, 2013       |
| Guatemala            | 3       | 1993, 2007, 2012             |
| España               | 2       | 2014, 2017                   |
| Perú                 | 2       | 1991, 2016                   |
| Costa Rica           | 2       | 1996, 2009                   |
| Puerto Rico          | 2       | 1983, 2004                   |
| Argentina            | 1       | 2023                         |
| Portugal             | 1       | 2022                         |
| Países Bajos         | 1       | 2018                         |
| Panamá               | 1       | 2014                         |
| Ecuador              | 1       | 2011                         |
| Colombia             | 1       | 2010                         |
| Italia               | 1       | 2008                         |
| Uruguay              | 1       | 2007                         |
| Paraguay             | 1       | 2005                         |
| Honduras             | 1       | 2000                         |
| Nicaragua            | 1       | 1992                         |
| El Salvador          | 1       | 1989                         |
| México               | 1       | 1987                         |